# Fresh Berry's
Fresh Berry's è un album discografico in studio del cantante/compositore statunitense Chuck Berry pubblicato dalla Chess Records nel 1965.
Si tratta dell'ultimo album di materiale inedito pubblicato da Berry per l'etichetta Chess fino a Back Home del 1970; nel mezzo, Berry si trasferì per un periodo alla Mercury Records.

## Tracce
1. It Wasn't Me
2. Run Joe
3. Every Day We Rock and Roll
4. One for My Baby (and One More for the Road) (Harold Arlen, Johnny Mercer)
5. Welcome Back Pretty Baby
6. It's My Own Business
7. Right Off Rampart Street
8. Vaya con Dios
9. Merrily We Rock And Roll
10. My Mustang Ford
11. Ain't That Just Like a Woman (Claude Demetrius, Fleecie Moore)
12. Wee Hour Blues

## Musicisti
- Chuck Berry - chitarra, voce
- Chuck Bernhard - basso
- Mike Bloomfield - chitarra
- Paul Butterfield - armonica
- Johnnie Johnson - pianoforte
- Jaspar Thomas - batteria